# Viridictyna picata
Viridictyna picata är en spindelart som beskrevs av Forster 1970. Viridictyna picata ingår i släktet Viridictyna och familjen kardarspindlar. Inga underarter finns listade i Catalogue of Life.